# Marcel Koning
Marcel Koning (Den Haag, 14 januari 1975) is een voormalig Nederlands profvoetballer. Zijn positie in het veld was centrale middenvelder.
Hij maakte in het seizoen 1992/1993 op 4 april 1993 zijn debuut bij ADO Den Haag. Voor ADO zou hij in totaal 92 wedstrijden spelen (21 doelpunten) in de Eerste divisie. In de zomer van 1995 ging in de Eredivisie spelen bij N.E.C.. In 7 seizoenen NEC kwam hij tot 154 competitiewedstrijden (9 doelpunten). In de zomer van 2002 tekende hij voor 3 jaar bij NAC Breda. Zijn verblijf bij NAC werd gekenmerkt door zware blessures. Hij speelde slechts 19 wedstrijden (1 doelpunt) voor NAC. Op 26 september 2004 speelde hij zijn laatste wedstrijd. In de zomer van 2005 kwam hij zonder club te zitten. Ook deelname aan Team VVCS in de zomer van 2006 heeft niet tot een vervolg van zijn loopbaan geleid.
Marcel Koning begon in 2005 als speler bij het Haagsche HBS (Houdt Braef Stant). Hij speelt sindsdien 2 jaar succesvol in het 1ste elftal van deze zondag 1ste klasser. Ook heeft hij zijn trainerspapieren gehaald en heeft in de afgelopen seizoenen onder andere de E1 en de A1 onder zijn hoede gehad.
In 2010 is hij jeugdtrainer bij ADO Den Haag waar hij de A2 leidt met jongens onder 20 jaar. Dit elftal komt uit in de 2e klasse KNVB. Later is hij trainer geworden van ADO Den Haag onder 15.
Marcel Koning was met ingang van het seizoen 2015-2016 trainer van Feyenoord A1. Hij werd daarmee de opvolger van Roy Makaay. Daarvoor was 2 seizoenen (2013-2014 & 2014-2015) trainer van Feyenoord B2, waarmee hij 2 maal kampioen werd. Vanaf 2016 is Koning trainer bij het eerste elftal van HBS, momenteel uitkomend in de Derde divisie op zondag.